# Cheer!NIPPON
Cheer!NIPPON（チア！ニッポン）とは、2012年12月25日におこなわれた東日本大震災復興支援および2020年東京オリンピック・パラリンピック招致活動の一環としておこなわれたイベントである。2011年3月11日に発生した東日本大震災後の日本を元気にしてくれたのは、各種スポーツエンターテイメントだったという持論・コンセプトに基づく。
2012年ロンドンオリンピック・パラリンピックによるスポーツへの関心の高まりを背景として、東日本大震災復興支援、2020年東京オリンピック・パラリンピック招致への支持率向上、スポーツ・コミュニティの再興、オリンピアン・パラリンピアンや日本代表監督やコーチらと一般市民の交流などを目的として、国立競技場にておこなわれた。

## 開催に至る経緯
当時、日本サッカー協会会長川淵三郎、元陸上選手日本代表為末大、民主党参議院議員鈴木寛らを中心として構想が練られる。
2012年11月15日、国立競技場にて「Cheer!NIPPON発足記者会見」がおこなわれ、この活動を通じて「誰にでも居場所と出番がある絆をつくっていく」ことが発表される。このとき実行委員長に川淵三郎、副実行委員長に柳本晶一ら、発起人に澤穂希、吉田沙保里、為末大、古田敦也ら、事務総長に鈴木寛が就任することが発表された。また王貞治が特別顧問として参加した。
川淵三郎、王貞治、鈴木寛による対談がおこなわれる。さらに加藤久、澤穂希らが被災地を訪れている。

## 実行委員会メンバー
東京2020オリンピック・パラリンピック招致委員会の理事会・評議会メンバーも数人含まれていた（肩書は当時）。
- 実行委員長
  - 川淵三郎（公益財団法人日本サッカー協会　最高顧問）
- 副実行委員長
  - 遠藤利明 （2020年オリンピック・パラリンピック日本招致議員連盟　幹事長、衆議院議員）
  - 大野博 （連合東京　会長）
  - 小倉純二（公益財団法人日本サッカー協会　名誉会長）
  - 上條清文（東京商工会議所　副会頭）
  - 河野一郎（独立行政法人日本スポーツ振興センター　理事長）
  - 橋本聖子（公益財団法人 日本オリンピック委員会　理事、参議院議員）
  - 馳浩 （スポーツ振興国会議員連盟　事務局長、衆議院議員）
  - 福田富昭（公益財団法人日本オリンピック委員会副会長、財団法人日本レスリング協会会長）
  - 細井優 （東京都スポーツ振興局長）
  - 柳本晶一（一般社団法人日本アスリート会議　議長、一般社団法人アスリートネットワーク理事長）
- 発起人
  - 澤穂希 (サッカー）
  - 吉田沙保里 (レスリング）
  - 為末大（陸上）
  - 伊調馨（レスリング）
  - 小原日登美（レスリング）
  - 米満達弘（レスリング）
  - 清水聡（ボクシング）
  - 松本隆太郎（レスリング）
  - 湯元進一（レスリング）
  - 大日方邦子（チェアスキー）
  - 廣道純（車いすアスリート、陸上）
  - 古田敦也（野球）
  - 松下浩二（卓球）
  - 朝日健太郎（ビーチバレー）
  - 朝原宣治（陸上）
  - 長塚智広（競輪）
- 実行委員
  - 佐々木則夫（女子サッカー日本代表監督）
  - 加藤久（元男子サッカー日本代表）
  - 澤穂希（女子サッカー）
  - 吉田沙保里（女子レスリング）
  - 為末大（一般社団法人アスリートソサエティ代表理事）
  - 伊藤数子（Sports of heart）
  - 長谷部健（NPO法人green bird代表/渋谷区議会議員）
  - 柴田祐香（東京オリンピックを望む会 代表）
  - 長尾彰（一般社団法人プロジェクト結コンソーシアム　理事長）
  - 中川綾（一般社団法人プロジェクト結コンソーシアム　理事長）
  - 梶川拓也（一般財団法人ジャスト・ギビング・ジャパン事務局長）
  - 南郷市兵（文部科学省　生涯学習政策局政策課）
  - 神前達哉（NPO法人ROJE 日本教育再興連盟）　　他
- 事務総長
  - 鈴木寛（スポーツ振興国会議員連盟幹事長、前文部科学省ロンドンオリンピック強化タスクフォース本部長、参議院議員　副実行委員長と兼務）
- 相談役
  - 森喜朗（財団法人日本ラグビーフットボール協会会長、元内閣総理大臣、衆議院議員）
- 特別顧問
  - 王貞治（日本プロフェッショナル野球組織 コミッショナー特別顧問）[4][5]

## 当日の企画
TOKYO SPORTS SUMMIT
- シンポジウム
- スポーツ体験(子どもたちにオリンピアン・パラリンピアン、日本代表監督・コーチらによる神技の伝授)
- エール交換
- 絆リレー
- ドリーム・マッチ（"SAWA and Friends, X’mas Night 2012"）
  - 前半45分「2012 Memories （21歳以上女子チーム）」 vs 「2020 Future Dream （20歳以下女子チーム）」
  - 後半45分「SAWA and Friends （女子オールスターチーム）」 vs 「Legend Players （男子OBチーム）」